# Melhania volleseniana
Melhania volleseniana är en malvaväxtart som beskrevs av Laurence J. Dorr. Melhania volleseniana ingår i släktet Melhania och familjen malvaväxter. Inga underarter finns listade i Catalogue of Life.